# Alisma gramineum
Alisma gramineum é uma espécie de planta com flor pertencente à família Alismataceae. 
A autoridade científica da espécie é Lej., tendo sido publicada em Flore des Environs de Spa 1: 175. 1811.

## Etimologia
Alisma: nome genérico de um nome grego de uma planta de água.
gramineum: epíteto em latim que significa "semelhante a erva".

## Descrição
Trata-se de uma pequena planta aquática. As folhas de cor púrpura e as suas diminutas flores de cor branca podem ou não estar submergidas.  Quando as flores crescem debaixo de água elas são cleistogâmicas, o que significa que permanecem fechadas e se auto-polinizam. Quando as flores crescem acima do nível da água, elas encontram-se abertas. As folhas acima da superfície da água são rígidas e amplas, mas as que estão submergidas são como uma fita. O fruto é um pequeno anel de pequenas nozes. A sua reprodução dá.se por semente ou por divisão do cormo.

## Portugal
Trata-se de uma espécie presente no território português, nomeadamente em Portugal Continental.
Em termos de naturalidade é introduzida na região atrás indicada.

## Protecção
Não se encontra protegida por legislação portuguesa ou da Comunidade Europeia.

## Sinónimos
Segundo a base de dados The Plant List, possui os seguintes sinónimos:
- Alisma gramineum f. aestuosum (Bolle) Soó
- Alisma gramineum var. angustissimum (DC.) Hendricks
- Alisma gramineum f. arcuatum (Michalet) Tournay & Lawalrée
- Alisma gramineum var. geyeri (Torr.) Sam.
- Alisma gramineum var. wahlenbergii (Holmb.) Raymond & Kucyn.
- Alisma gramineum subsp. wahlenbergii Holmb.

A base de dados Tropicos indica ainda os seguintes sinónimos:
- Alisma geyeri Torr. ex Nicollet
- Alisma loeselii Gorski
- Alisma loeselii Gorski ex Juz.
- Alisma plantago-aquatica var. decumbens Boiss.

Segundo a Flora Ibérica, tem ainda os seguintes sinónimos:
- Alisma arcuatum Michalet
- Alisma graminifolium Ehrh. ex Ledeb.
- Alisma plantago-aquatica subsp. arcuatum (Michalet) Nyman
- Alisma plantago-aquatica var. graminifolium Ledeb.